# Atractus tartarus
Atractus tartarus – gatunek węża z rodziny połozowatych (Colubridae), występujący endemicznie w Brazylii.

## Systematyka
Gatunek ten został opisany w 2016 roku przez Paulo Passosa, Anę L.C. Prudente i Johna D. Lyncha pod nazwą Atractus tartarus. Holotyp (dorosły samiec o oznaczeniu MNRJ 16511) odłowili 7 lutego 2008 R.S. Bérnils, H. Wogel i P.S. Abe w Vila Palestina (4°40′S 47°56′W/-4,666667 -47,933333) w gminie Rondon do Pará w stanie Pará na wysokości około 200 m n.p.m. Autorzy pierwszego opisu przebadali też 15 paratypów.

### Etymologia
- Atractus: gr. ατρακτος atraktos „wrzeciono, strzała”[4].
- tartarus: epitet gatunkowy pochodzi od Tartara, greckiego bóstwa pierwotnego, które wyłoniło się z Chaosu, władcy podziemnego świata Tartaru; jest to nawiązanie do intensywnej działalności górniczej w rejonie występowania tego węża oraz do jego domniemanego skrytego trybu życia[3].

## Występowanie
Gatunek ten występuje we wschodniej części brazylijskiej Amazonii od Vitória do Xingu w stanie Pará na południowy wschód do gminy Carolina w stanie Maranhão w zlewni rzek Tocantins i Araguaia, w zakresie wysokości 15–400 m n.p.m.

## Morfologia
Jest to wąż o wielkości od średniej do dużej, o małej głowie, której szerokość jest podobna do szerokości szyi, i małych oczach. Barwa grzbietu i głowy waha się od beżowego do brązowego z serią małych czarnych plamek lub większych nieregularnych plam o jaśniejszych obwódkach. Brzuch jest kremowobiały z brązowymi kropkami na bocznych częściach łusek brzusznych. Atractus tartarus jest podobny do Atractus boimirim i Atractus punctiventris, z którymi ma podobne ubarwienie i wzór łusek grzbietowych 15/15/15. Różni się od nich między innymi liczbą zębów i półprąciem.
Wymiary:
|                          | Samiec   | Samica   |
| Długość SVL (mm)         | 260–360  | 329–570  |
| Łuski brzuszne           | 146–157  | 154–169  |
| Łuski grzbietowe (rzędy) | 15/15/15 | 15/15/15 |
| Tarczki podogonowe       | 29–38    | 23–31    |

## Ekologia
Autorzy pierwszego opisu podali, że gatunek zamieszkuje amazoński las deszczowy. Brak informacji o diecie tego gatunku.

## Status
W Czerwonej księdze gatunków zagrożonych IUCN Atractus tartarus nie został jeszcze sklasyfikowany.